# Ciubînske, Borîspil
Ciubînske (în ucraineană Чубинське) este un sat în comuna Velîka Oleksandrivka din raionul Borîspil, regiunea Kiev, Ucraina.

## Demografie
Componența lingvistică a localității Ciubînske
     Ucraineană (89,46%)
     Rusă (10,54%)
Conform recensământului din 2001, majoritatea populației localității Ciubînske era vorbitoare de ucraineană (89,46%), existând în minoritate și vorbitori de rusă (10,54%).